# Кристиан Ернст (Бранденбург-Байройт)
Кристиан Ернст фон Бранденбург-Байрот (на немски: Christian Ernst von Brandenburg-Bayreuth; * 27 юли 1644, Байройт; † 10 май 1712, Ерланген) от фамилията Хоенцолерн, e маркграф на франкското Княжество Байройт от 1655 до 1712 г.

## Живот
Той е син на Ердман Август (1615 – 1651), наследствен принц на Бранденбург-Байройт, и принцеса София фон Бранденбург-Ансбах (1614 – 1646), дъщеря на маркграф Йоахим Ернст фон Бранденбург-Ансбах и графиня София фон Золмс-Лаубах. Внук е на бранденбургския маркграф Кристиан († 30 май 1655) и го последва.
Кристиан Ернст е верен привърженик на император Леополд I, на когото помага във войните против Холандия, Лотарингия и при освобождението на Виена от турците. На 27 март 1676 г. той става генерал-фелдмаршал-лейтенант.
Неговият гроб се намира в княжеската гробница в градската църква на Байройт.

## Фамилия
Първи брак: на 29 октомври 1662 г. в Дрезден със своята братовчедка Ердмуте София Саксонска (* 25 февруари 1644, † 22 юни 1670) от род Ветини, дъщеря на курфюрст Йохан Георг II от Саксония († 1680) и на Магдалена Сибила фон Бранденбург-Байройт († 1687), дъщеря на маркграф Кристиан († 1655) от Княжество Байройт. Тя умира през 1670 г. Този брак е бездетен.
Втори брак: на 8 февруари 1671 г. в Щутгарт със София Луиза фон Вюртемберг († 1702), дъщеря на херцог Еберхард III. Двамата имат шест деца:
- Кристиана Еберхардина (1671 – 1727), ∞ Август II от Полша и Саксония
- Елеонора Магдалена (1673 – 1711), ∞ Херман Фридрих фон Хоенцолерн-Хехинген
- Клаудия Елеонора София (1675 – 1676)
- Шарлота Емилия (1677 – 1678)
- Георг Вилхелм (1678 – 1726), маркграф на Бранденбург-Байройт
- Карл Лудвиг (1679 – 1680)

Трети брак: на 30 март 1703 г. в Потсдам с Елизабет София фон Бранденбург (1674 – 1748), дъщеря на бранденбургския курфюрст Фридрих Вилхелм.
- Ердмуте София Саксонска,
първа съпруга
- София Луиза фон Вюртемберг,
втора съпруга
- Елизабет София фон Бранденбург,
трета съпруга